# David Mathers
David Cochrane Mathers (Glasgow, 23 de outubro de 1931 - Southport, 22 de agosto de 2014) foi um ex-futebolista escocês que atuava como meia-esquerda.

## Carreira
David Mathers fez parte do elenco da Seleção Escocesa de Futebol, na Copa do Mundo de 1954, porém ele não viajou para a Suíça.[carece de fontes?]